# Göppingen Gö 9
O Göppingen Gö 9 foi uma aeronave experimental alemã de patrulha e reconhecimento que serviu para investigar o desempenho do uso de hélices atrás da aeronave.
Após muitos testes no solo, o Go 9 iniciou uma série de testes de voo por volta de 1940.
Após diversos testes, uma aeronave foi desenvolvida com dois motores a pistão, um à frente e outro atrás, o Dornier Do 335.
O destino do Gö 9 é desde então desconhecido.